# Wenceslao López
Wenceslao López Martínez, né le 29 octobre 1947 à Oviedo, est un homme politique espagnol, membre du Parti socialiste ouvrier espagnol (PSOE). Il est maire d'Oviedo de 2015 à 2019.

## Biographie

### Vie privée
Marié, Wenceslao López est père de deux filles et un fils.

### Formation et vie professionnelle
Élève à l'université d'Oviedo, il y devient professeur de commerce en 1970. Trois années plus tard, il obtient la faculté d'enseigner l'économie à l'université de Saint-Jacques-de-Compostelle. Il a enseigné pendant trente-cinq ans l'économie et le domaine de l'entreprise à l'université mais aussi l'informatique à l'École d'ingénierie informatique d'Oviedo. Il est en parallèle comptable et architecte de systèmes embarqués dans le domaine privé.

### Engagement syndical et conseiller municipal
Il a fait partie de la commission de contrôle de l'Union générale des travailleurs et du Patronat de la Fondation Asturies à sa création. En 1979, il est élu conseiller municipal d'Oviedo sur les listes du PSOE. Il a occupé diverses fonctions exécutives au sein de la fédération socialiste des Asturies. 

### Maire d'Oviedo
Il est candidat à la mairie d'Oviedo lors des élections du 24 mai 2015 pour le PSOE. La liste qu'il conduit arrive troisième avec 18,04 % des voix et cinq conseillers derrière celle du Parti populaire du maire sortant (34,51 % des voix et onze conseillers) et celle de Somos Oviedo (19,09 % des voix et six conseillers), la marque blanche de Podemos dans la capitale régionale. Il est élu maire d'Oviedo le 13 juin suivant par 14 voix pour, 13 voix contre grâce à un accord tripartite de dernière minute avec l'ensemble des forces de gauche de la corporation municipale : Somos Oviedo et IU. 
En tant que maire, il est vice-président du Patronat Princesse des Asturies.
À l'issue des élections du 26 mai 2019, le Parti populaire (PP) obtient une majorité relative et son candidat Alfredo Canteli est élu maire.